# Antoni Mirecki (1901–1984)
Antoni Mirecki (ur. 14 grudnia 1901 w Siemieniach koło Płocka, zm. 1 grudnia 1984 w Radzanowie koło Płocka) – nauczyciel polski, działacz społeczny.

## Życiorys
Pochodził z rodziny chłopskiej. Ukończył seminarium nauczycielskie w Płocku i do 1932 zatrudniony był jako nauczyciel szkół powszechnych w powiecie płockim. Swoje kwalifikacje podniósł w 1929 na Wyższym Kursie Nauczycielskim w Warszawie, kończąc w jego ramach kierunek matematyczno-fizyczny. W 1932 podjął pracę jako nauczyciel matematyki i fizyki w szkole podstawowej nr 5 w Płocku i pozostawał z nią związany do wybuchu II wojny światowej. W latach okupacji ukrywał się.
W lutym 1945 został kierownikiem szkoły w Rogozinie koło Płocka. Przystąpił szybko do organizacji tej placówki, która dzięki temu rok szkolny 1946/1947 rozpoczęła jako 7-klasowa szkoła powszechna. W 1959 z inicjatywy Antoniego Mireckiego wybudowany został Dom Nauczyciela, złożony z 6 mieszkań dla nauczycieli i ich rodzin; był to jeden z pierwszych tego typu domów w powiecie płockim. W latach 50. Mirecki włączył się aktywnie w akcję „Oświaty dla dorosłych”, organizując w Rogozinie kursy dla analfabetów. Przewodniczył Gminnemu Komitetowi Budowy Szkół na 1000-lecie Państwa Polskiego. Zorganizował gminną spółdzielnię „Samopomoc Chłopska”. Udzielał się w życiu politycznym Rogozina, był współzałożycielem miejscowego koła Zjednoczonego Stronnictwa Ludowego, radnym Gminnej Rady Narodowej, przewodniczącym Komisji Oświaty tej Rady.
W Rogozinie Mirecki założył również ognisko Związku Nauczycielstwa Polskiego, któremu prezesował do 1968. W tymże roku wraz z końcem lipca odszedł na emeryturę. Również w stanie spoczynku pozostał działaczem związkowym, czynnym w ognisku nauczycieli emerytowanych przy oddziale ZNP w Płocku. Był wielokrotnie honorowany odznaczeniami państwowymi i resortowymi oraz wyróżnieniami. Zmarł 1 grudnia 1984 w Radzanowie.